# Ẃ
Ẃ – litera alfabetu łacińskiego ze znakiem diakrytycznym, występująca w sugerowanym przez Jana Kochanowskiego, a także przez Jana Januszowskiego zapisie języka średniopolskiego. Oznaczała zmiękczone w, które w szesnastowiecznej polszczyźnie pojawiało się w wygłosie. Jako przykład zastosowania Kochanowski podawał w swoim traktacie ortograficznym wyraz „kreẃ”.
W siedemnastym wieku zmiękczone wersje spółgłosek b, p, w i f zaczęły zanikać w wymowie, by w kolejnym stuleciu zniknąć całkowicie. W 1830 podczas prac nad reformą orfografii stwierdzono brak tych spółgłosek w języku.